# Barilovit
El Barilovit fou un districte de Baspracània, a la part propera al nord-est del llac Van. Limitava al nord amb el Garní; a l'oest amb l'Arberanik; a l'est amb el Tornavan; i al sud amb l'Arjishakhoit (Ardjesh).